# La Ròca (Avairon)
La Ròca (en francès La Roque-Sainte-Marguerite) és un municipi francès situat al departament de l'Avairon i a la regió d'Occitània.

## Demografia
| 1962                                       | 1968 | 1975 | 1982 | 1990 | 1999 | 2006 |
| ------------------------------------------ | ---- | ---- | ---- | ---- | ---- | ---- |
| 73                                         | 142  | 158  | 145  | 144  | 172  | 195  |
| Des de 1962: població sense dobles comptes |      |      |      |      |      |      |

## Administració
| Període   | Identitat       | Partit |
| --------- | --------------- | ------ |
| 1971-2001 | Jean Rabier     |        |
| 2001-     | Paul Dumousseau |        |